# Alysia ryzhik
Alysia ryzhik är en stekelart som beskrevs av Sergey A. Belokobylskij 1998. Alysia ryzhik ingår i släktet Alysia och familjen bracksteklar. Inga underarter finns listade i Catalogue of Life.